# 13480 Potapov
13480 Potapov (1978 PX3) là một tiểu hành tinh vành đai chính được phát hiện ngày 9 tháng 8 năm 1978 bởi N. S. Chernykh và L. I. Chernykh ở Đài vật lý thiên văn Crimean.